# Гамма-зйомка
Гамма-зйомка – радіометрична зйомка, основана на вимірюванні природного гамма-випромінювання гірських порід. 
Застосовується для пошуків родовищ радіоактивних мінералів, а також руд кольорових металів (наприклад, бокситів) і фосфоритів, парагенетично пов'язаних з радіоактивними елементами, і при геолегічному картуванні.